# Gilbert Robichaud
Pour les articles homonymes, voir Robichaud.
Gilbert J. Robichaud, né le 4 février 1918 à Shippagan et mort le 24 juin 1997 à Moncton, est un agent d'assurances et un homme politique canadien.

## Biographie
Gilbert J. Robichaud est né le 4 février 1918 à Shippagan, au Nouveau-Brunswick. Ses parents sont Jean et Amanda Robichaud. Il étudie à l'école supérieure de Shippagan puis au Teacher's College de Fredericton. Il épouse Anne-Marie Cormier le 2 septembre 1946 et le couple a onze enfants.
Il est député de Cité de Moncton à l'Assemblée législative du Nouveau-Brunswick de 1960 à 1967 en tant que libéral. En 1963 il parraine le projet de charte de l'Université de Moncton à l'Assemblée législative.
Il est membre du Cercle acadien et du club de curling Beauséjour.
Gilbert meurt à Moncton le 24 juin 1997.